# جون كلاين (فنان)
جون كلاين (بالإنجليزية: Jon Kline)‏ هو مصور سينمائي وفنان أمريكي، ولد في 22 مايو 1980 في كورفاليس في الولايات المتحدة.

## وصلات خارجية
- جون كلاين على موقع IMDb (الإنجليزية)